# Plagiochilaceae
Plagiochilaceae es una familia de hepáticas del orden Jungermanniales. Tiene los siguientes géneros: Puede haber entre 500 y 1300 especies, que en su mayoría de las zonas tropicales, pero el número exacto está todavía bajo revisión. La familia también tiene una amplia distribución en las zonas templadas y árticas.

## Taxonomía
Plagiochilaceae fue descrita por K.Müller & Herzog y publicado en Die Lebermoose Europas 877. 1956.

## Géneros
| - Acrochila - Chiastocaulon - Dinckleria - Noguchia - Pedinophyllum | - Plagiochila - Plagiochilidium - Plagiochilion - Proskauera - Szweykowskia |